# 辜姓
辜姓是漢姓之一。

## 起源
1. 出自林姓。源於唐朝江南道觀察使林正，受唐太宗賜姓為「辜」。
2. 出自陳姓。源於宋朝廈門同安陳姓漁民，為了避難改姓「辜」。[1]

## 遷徙
宋朝時，辜姓後裔從福建莆田遷入廣東潮州。辜（林）正，之後裔辜源、辜瀾，均為當代進士，相約回福建定居。清朝時，辜姓前往台灣開墾移民，造就今日的鹿港辜家。今日中國有辜姓13萬人，佔總人口不到0.01%（2013），台灣則有7,603人，比例略高於中國大陸四倍。

## 延伸阅读
[在维基数据编辑]
 《欽定古今圖書集成·明倫彙編·氏族典·辜姓部》，出自陈梦雷《古今圖書集成》